# Piper interitum
Piper interitum är en pepparväxtart som beskrevs av William Trelease. Piper interitum ingår i släktet Piper och familjen pepparväxter. Inga underarter finns listade i Catalogue of Life.